# Frans Cervin
Frans Cervin, född den 2 januari 1705 i Fulltofta prästgård i Skåne, död den 3 juli 1789 i Karlshamn, var en svensk ämbetsman och politiker.

## Biografi
Cervin blev 1725 stadskassör, 1732 rådman i Landskrona, samt 1740 borgmästare i Karlshamn. Under hans tid som borgmästare kom Karlshamn att genomgå en betydande ekonomisk utveckling. Han var medlem av borgarståndet av de flesta riksdagar från 1734 och fram till frihetstidens slut. Cervin tillhörde mössorna, och gjorde sig särskilt bemärkt vid behandlingen av ekonomiska och administrativa frågor. Han insattes 1760 i nordencrantzska växelberedningen och deltog senare med iver i uppgörelsen med hattarnas finanspolitik. Efter statskuppen 1772 drog sig Cervin tillbaka från politiken och fick 1780 lagmans avsked.

### Familj
Frans gifte sig den 7 juni 1726 med Eva Elisabeth Wandalin och paret fick många barn. Den 7 juni 1776 firade makarna sitt guldbröllop i Karlshamn. I en skildring från tiden av denna festlighet står det:
| ” | I förrgår firades härstädes en i flera avseenden märkvärdig jubelhögtid, borgmästaren här i staden herr Frans Cervin och dess fru Eva Elisabeth Wandalin, begingo åminnelsen av deras för 50 år sedan, på denna dagen ingånga äktenskap, och det i närvaro av 7 barn, 24 barnbarn, 2 mågar och 3 svärdöttrar jämte flera anhöriga och vänner, samt alla denna stadens ämbetsmän, till ett antal över hundrade personer. Ingen syn kunde vara mer fägnesam och intagande, än att se barnbarnen, de yngsta först, och sedan de äldre, inträda i bröllopssalen, därefter sönerna och döttrarna, så guldbröllopsparet, och sist efter dem deras mågar och svärdöttrar. Så snart nu alla dessa intagit sina ställen, börjades psalmen nr 86, Min själ skall lova Herren, att sjungas, under en stark musik och en långvarig kanonad från härvarande skeppsvarv och de flera här i hamnen liggande större handelsfartyg. Efter spisad aftonmåltid började detta vördnadsvärda åldersparet dansa med en lätthet, färdighet och behaglig munterhet, som var alldeles ovanlig att åskåda hos sådana ålderstigna, som likväl äro över 71 år gamla. | „ |

## Bilder

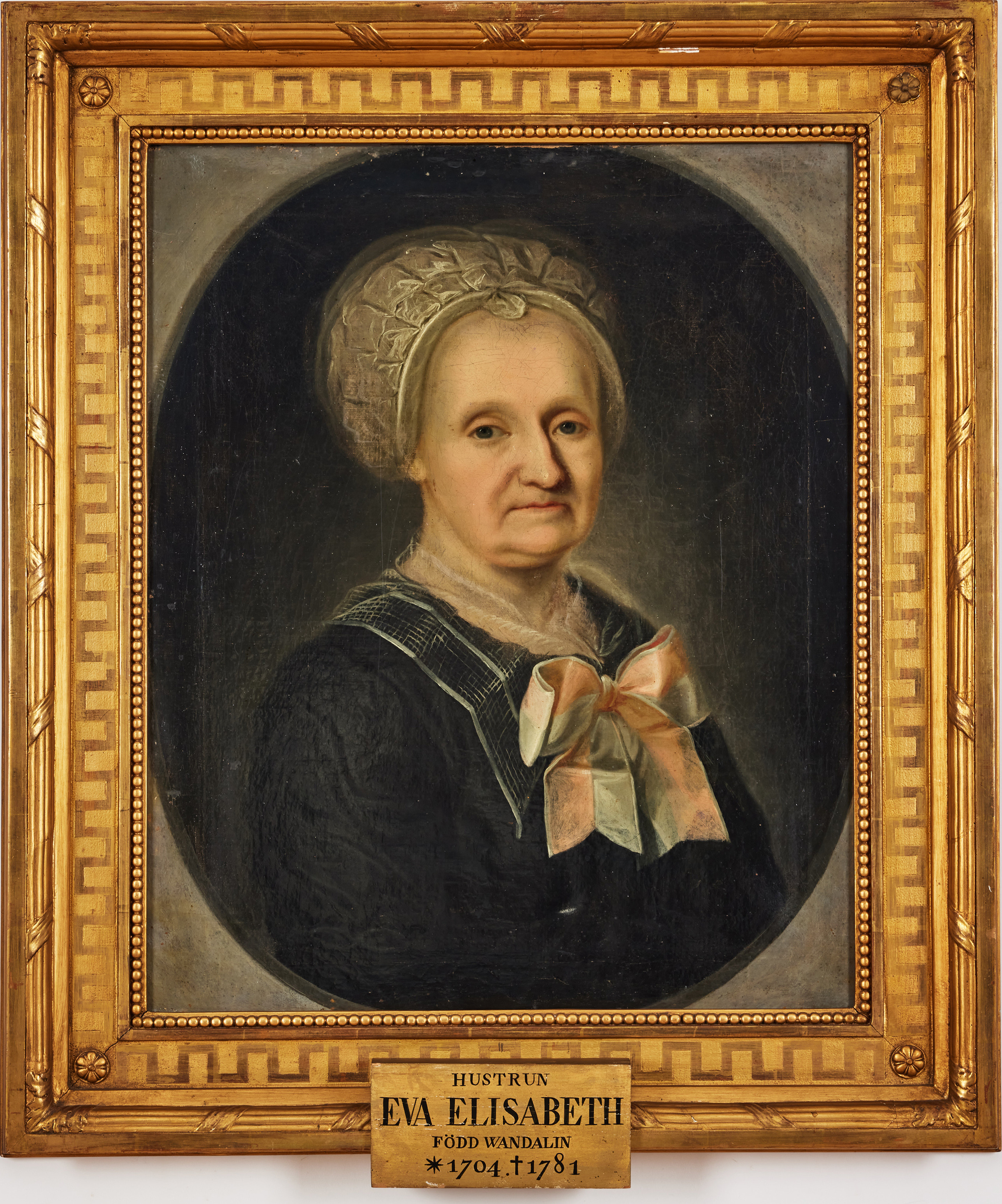
Eva Elisabeth Cervin, född Wandalin, avporträtterad i november 1780 av Johan Gustaf Wäström.